# Modern Eon
Modern Eon fue una banda británica de post-punk/new wave, formada en Liverpool, Inglaterra en 1978. Publicaron un álbum, Fiction Tales, en el sello británico Dindisc en 1981.

## Historia
La banda, originalmente llamada Luglo Slugs, fue fundada por el guitarrista y vocalista Alix Plain (nombre real Alex Johnson) y el bajista Danny Hampson, a los que luego se unió el baterista Dave Hardbattle. La formación de Luglo Slugs grabó «Benched Down/70s Sixties» en los estudios Open Eye en Liverpool. Poco después de la grabación, Hardbattle abandonó la agrupación. El guitarrista Ged Allen y el baterista Joey McKechnie se unieron, y la banda finalmente decidió llamarse Modern Eon. La grabación de Open Eye se lanzó con el nombre de Modern Eon a fines de 1978 en el álbum recopilatorio Street to Street: A Liverpool Album.
Después de un EP autoeditado, Pieces, publicado en Eon Records en 1979, grabaron el sencillo «Euthenics» para Inevitable Records en 1980. Allen y McKechnie dejaron la banda en 1980, antes de la grabación de su álbum debut, y fueron reemplazados por Bob Wakelin (cuerdas, voz, percusión) y Tim Lever (guitarra, saxofón), y Cliff Hewitt (batería) se unió poco después.
A principios de 1981, se lanzó una versión regrabada de «Euthenics» como sencillo en Dindisc, seguida de dos sencillos más, «Child's Play» y «Mechanic». Fiction Tales se lanzó a mediados de 1981 con críticas tibias, citando la decepción por seis de las doce canciones del álbum que ya se habían publicado como sencillos o lados B. Las críticas posteriores fueron más positivas. Después de que se organizó una gira ese año, el baterista Hewitt se lesionó gravemente la muñeca, lo que los obligó a salir de gira usando la batería de Hewitt grabada en una máquina de cinta. Modern Eon se disolvió a fines de 1981 mientras trabajaba en demos para un segundo álbum, que nunca se lanzó.

## Discografía

### Álbumes
- Fiction Tales (1981)

### Sencillos y EPs
- Pieces EP (1979)
- «Euthenics» / «Waiting for the Cavalry» (1980)
- «Euthenics» / «Cardinal Signs» (1981)
- «Child's Play» (1981)
- «Mechanic» (1981)